# Jan Vos (politicus)
Johannes Cornelis (Jan) Vos (Rotterdam, 9 februari 1972) is een Nederlandse bestuurder, ondernemer en voormalig politicus.
Jan Vos is bestuursvoorzitter van de Nederlandse WindEnergie Associatie (NWEA), waarin ruim 300 bedrijven die onder meer duurzame energie opwekken zich verenigd hebben. Ook is Vos CEO van MoneyPhone B.V., een internetbedrijf dat in Afrika en Latijns-Amerika microkredieten verstrekt. Daarnaast is hij vice-voorzitter van de Nederlandse Vereniging voor Duurzame Energie (NVDE), lid van het bestuur van de TKI Wind op Zee en lid van het Noordzeeoverleg.
Vos was oprichter van de internetbedrijven @Globe en Govworks. Beide bedrijven verkocht hij in 2008 aan SDU. Ook was Vos oprichter en directeur van een 'Impact' investeringsfonds dat met geld van de Wereldbank en ontwikkelingsbank FMO deelnam in bedrijven in Afrika.
Vos is sinds zijn studie aan de Erasmus Universiteit, waar hij afstudeerde op VN-vredesoperaties, actief in de PvdA. In 2012 werd hij ook voor die partij in de Tweede Kamer gekozen, waar hij onder meer verantwoordelijk was voor de portefeuilles Economie, Klimaat & Energie.
In de formatie van 2012 wilde de VVD bezuinigen op ontwikkelingssamenwerking. De PvdA wilde graag internationaal solidair zijn met minderbedeelden. Vos bedacht daarom als compromis een investeringsfonds (later: 'Dutch Good Growth Fund') van 750 miljoen euro dat investeert in kleine bedrijven in ontwikkelingslanden.
Het regeerakkoord van 2012 voorzag ook een door PvdA-fractievoorzitter Diederik Samsom geïnitieerde grootschalige plaatsing van windmolens op zee. De daarmee gepaard gaande investering van 11 miljard euro in duurzame energie markeert een wereldwijd omslagpunt voor 'Wind op Zee' omdat de kostprijs met 80% daalde als gevolg van de in het regeerakkoord beoogde schaalvergroting en daarmee bedrijfseconomisch rendabel werd.
Als gevolg van de aardbevingen in het Groningen-veld wilde de PvdA vanaf 2012 de gaswinning reduceren. Na veel politieke strijd met de VVD slaagde Vos erin, om in de loop van zijn Kamerlidmaatschap met zijn partij in om de gaswinning terug te brengen. Dit ging niet zonder slag of stoot, omdat het kabinet-Rutte II veel moest bezuinigen na een lange recessie. Toch wist Vos met zijn fractieleider Samsom en vice-premier Asscher buiten het regeerakkoord om een reductie van de gaswinning ter waarde van ca. 8 miljard euro op jaarbasis te bewerkstelligen. In de Nederlandse politieke verhoudingen een ongekend groot besluit, dat buiten het regeerakkoord viel. Het resultaat van de reductie van de gaswinning was dat de aardbevingen significant afnamen en later zette Rutte III de door de PvdA ingezette lijn door, uiteindelijk resulterend in het beoogde einde van de gaswinning in 2030. Ook kondigde Vos op 15 april 2015 aan dat hij de rechtspositie van inwoners van Groningen bij schadeherstel zou verbeteren door het omdraaien van de bewijslast. Hoewel minister Kamp dit plan in eerste instantie niet zag zitten, kregen de voorstellen een Kamermeerderheid. Vos slaagde er ook in om de Waddenzee beter te beschermen door wetgeving te realiseren die nieuwe gasboringen daar niet langer toe zal staan, tot grote vreugde van de bewoners van de Waddeneilanden.
Als Kamerlid diende Vos ook amendementen en moties in om Nederlandse kolencentrales te sluiten, biomassa subsidies stop te zetten en om de verbrandingsmotor in personenauto's uit te faseren. Hoewel de moties en amendementen een meerderheid kregen in de Tweede Kamer, wilde minister Kamp de initiatieven van Vos in eerste instantie niet uitvoeren. In 2017 nam het kabinet-Rutte III zijn plannen echter grotendeels over in het regeerakkoord.
In 2015 stelde Vos dat pensioenfondsen onnodige risico’s liepen door hun investeringen in fossiele energie en hun investeringen geleidelijk moesten afbouwen. Later dat jaar maakten APG en PGGM bekend hun CO2-footprint inderdaad te zullen gaan verminderen. Jan Vos was ook woordvoerder ten zaken handelsverdragen en mede door zijn inbreng werd de arbitrage bij grote handelsgeschillen gemoderniseerd en kregen de thema’s duurzaamheid en sociale rechten meer aandacht. Hij stemde uiteindelijk namens zijn fractie op 12 oktober 2016 in met CETA, het handelsverdrag met Canada, maar bleef kritisch over TTIP; het verdrag met de Verenigde Staten.
Op 20 december 2016 maakte Vos bekend de politiek te verlaten, enkele dagen voordat zijn partij de nieuwe kandidatenlijst voor de Tweede Kamerverkiezingen 2017 bekend maakte. Na de voor de PvdA desastreus verlopen verkiezingen liet Vos zich in een ingezonden artikel kritisch uit over het gebrek aan aandacht voor klimaat en duurzaamheid in het programma en de campagne van de PvdA.
- Parlement.com: vj2uuxzzq7zj